# Elsbeth Maag
Elsbeth Maag (* 1944 in Grabs) ist eine Schweizer Lyrikerin.

## Leben und Werk
Elsbeth Maag verbrachte ihre Kindheit in Buchs, wo sie heute noch lebt. Sie wurde mit dem Anerkennungspreis 2001 der Arbeitsgemeinschaft Rheintal-Werdenberg und dem Feldkircher Lyrikpreis 2004 ausgezeichnet. Sie arbeitet mit Musikern zusammen und brachte mit diesen bereits mehrere vertonte Gedichtzyklen heraus, etwa 1997 Novembrig gemeinsam mit dem Komponisten Peter Roth. 
Mit dem Schweizer Maler und Grafiker Josef Ebnöther, mit dem sie seit langer Zeit freundschaftlich verbunden ist, hat sie unter anderem eine Grafikedition veröffentlicht, bei der sie zu jeder einzelnen Lithographie ein Gedicht beisteuerte.
Maag ist Mitglied im Verband Autorinnen und Autoren der Schweiz (ADS).

## Werke (Auswahl)
- Die Steine seien gleichzusetzen den Wellen. Lyrik, Ledergerber Verlag, St. Gallen 1996, ISBN 3-906771-05-9.
- Unter der Steinhaut. Lyrik, Nimrod-Verlag, Zürich 2000, ISBN 3-907139-42-9.
- Das Brombeerblau ist zurück. Lyrik, Rauhreif-Verlag, Zürich 2005, ISBN 3-907764-60-9.
- Pappeln rennen durch das Tal. Lyrik. Isele, Eggingen 2011, ISBN 978-3-86142-524-3.
- Von der Durchlässigkeit der Farben, der Worte, der Bilder, der Grenzen: Lyrik trifft Fotografie. Mit Fotografien von Sepp Köppel. Bucher, Hohenems 2017, ISBN 978-3-99018-413-4.